# Marek Edelman
Marek Edelman (sau Edelmann; n. 1 ianuarie 1919, Gomel, RSFS Rusă – d. 2 octombrie 2009, Varșovia, Polonia) a fost un medic cardiolog polonez și un politician, unul dintre conducătorii Revoltei din ghetoul Varșovia.